# أنور شيخ (اقتصادي)
أنور م. شيخ (انور شيخ) هو اقتصادي غير تقليدي باكستاني أمريكي ينتمي إلى تقاليد الاقتصاد السياسي الكلاسيكي والاقتصاد الماركسي.
يعمل أستاذًا لعلم الاقتصاد في الكلية العليا للعلوم الاجتماعية والسياسية بـالمدرسة الجديدة للبحث الاجتماعي في مدينة نيويورك، حيث يُدرّس منذ عام 1972.

## النشأة والتعليم
وُلد شيخ في كراتشي عام 1945 في أسرة سندية ليبرالية. سافر كثيرًا في سن مبكرة، والتحق بمدارس وعاش لفترات متفاوتة في أنقرة، وواشنطن العاصمة، ومدينة نيويورك، ولاغوس، وكوالالمبور، والكويت.
تخرّج من مدرسة ستايفسنت الثانوية في مدينة نيويورك عام 1961، وحصل على درجة البكالوريوس في الهندسة (B.S.E) من جامعة برنستون عام 1965، ثم عمل لمدة عامين في الكويت، قبل أن يعود إلى الولايات المتحدة للدراسة في جامعة كولومبيا حيث حصل على درجة الدكتوراه في الاقتصاد عام 1973. في عام 1972، انضم إلى قسم الاقتصاد في الكلية العليا بـالمدرسة الجديدة للبحث الاجتماعي.
درّس الرياضيات والفيزياء والعلوم الاجتماعية في المدرسة الأمريكية في الكويت بمدينة الكويت خلال عامي 1966–1967، كما عمل مدرسًا للعلوم الاجتماعية والرياضيات في مدرسة هارلم الإعدادية في هارلم، نيويورك أثناء فترة دراسته العليا.
استمد شيخ أهم مؤثراته السياسية من اليسار الجديد، بما في ذلك حركة الحقوق المدنية والحركة النسوية الموجة الثانية في الولايات المتحدة، وحركات التحرر الوطني في الخارج. لم يجد في الاقتصاد النيوكلاسيكي إقناعًا، وقادته رحلته للبحث عن أسس أكثر صلابة إلى أعمال جون ماينارد كينز، وروي هارود، وفاسيلي ليونتيف، وميشال كاليكي، وجون روبنسون، وبييرو سرافا، ولويجي باسيتي، ولاحقًا إلى آدم سميث، وديفيد ريكاردو، وكارل ماركس. أصبح البحث عن اقتصاد سياسي حديث للرأسمالية المتقدمة موضوعًا محوريًا في أعماله اللاحقة.

## المسيرة الأكاديمية
واصل شيخ التدريس والبحث العلمي الذي بدأ في سياق الحركات الاجتماعية لليسار الجديد، وتركز اقتصادياته السياسية على قوانين الحركة والأنماط التجريبية لـالرأسمالية الصناعية، وذلك بالاعتماد على نظرية المنافسة المستقلة عن الاقتصاد النيوكلاسيكي.
في مجالات محددة، كتب عن نظرية قيمة العمل، ودوال الإنتاج، والتجارة الدولية، والليبرالية الجديدة، ودولة الرفاه، والنمو الاقتصادي، والتضخم، وانخفاض معدل الربح، والموجات الطويلة، والتفاوت الاقتصادي، إضافةً إلى الأزمات الاقتصادية العالمية السابقة والحالية.
في عام 2016، نشر شيخ كتابه الرأسمالية: المنافسة، الصراع، الأزمة.

### نقد المنافسة الكاملة
جادل شيخ في عدة منشورات بأن كلاً من الاقتصاد النيوكلاسيكي ومعظم الاقتصاد البدعي لا يقدمان أساسًا كافيًا لتحليل الرأسمالية المتقدمة. فالأول يستند إلى رؤية لرأسمالية مثالية يُزعم أنها تخدم مصالح جميع المشاركين فيها على نحو أمثل وفعّال.
تقع في قلب هذه الرؤية نظرية المنافسة الكاملة. أما الاقتصاد غير التقليدي فيعتمد بدوره على نظرية المنافسة غير الكاملة، أي على الانحرافات عن المنافسة الكاملة. لكن نظرية المنافسة غير الكاملة تعتمد جوهريًا على نظرية المنافسة الكاملة. ويؤكد شيخ أن حتى الاقتصاد النيو-ريكاردوي، الذي أعاد بييرو سرافا إحياؤه من خلال عمله الكلاسيكي، يعتمد كثيرًا على مفاهيم الاقتصاد النيوكلاسيكي للمنافسة الكاملة والتوازن كحالة مستقرة يتم الوصول إليها والحفاظ عليها.
بدلاً من هذه المفاهيم، يقترح شيخ نظرية "المنافسة الحقيقية" ونظرية "التنظيم المضطرب". فالمنافسة الحقيقية هي المنافسة كحرب، حيث تسعى الشركات الفردية إلى تقويض بعضها البعض عبر خفض التكاليف وخفض الأسعار. أما التنظيم المضطرب فهو العملية الناتجة عن تجاوز القيم الاقتصادية الفعلية (مثل الأسعار والأجور ومعدلات الربح) لمراكز ثقلها المتحركة باستمرار، صعودًا أو هبوطًا. وتميل المنافسة الرأسمالية إلى تشكيل "المنتج-الرأسمال القائد (المنظم)" الذي "يحدد أقل تكلفة-سعر للوحدة يمكن أن تتقارب إليه أسعار الشركات الأخرى".
استخدم شيخ هذا الإطار لتطوير نظريات بديلة للمنافسة الصناعية والمالية والدولية (حيث رفض في الأخيرة النظرية القياسية للتكاليف النسبية). والعنصر الأساسي في جميع الحالات هو التساوي المضطرب لمعدلات الربح في مختلف مجالات الاستثمار. كما يستخدم هذه البنى النظرية لشرح الأنماط الفعلية لأسعار الصناعة، ومعدلات الربح، وأسعار سوق الأوراق المالية، وأسعار الصرف في العالم المتقدم.

### نظرية معدل الربح
يتعلق المحور الثاني من عمل شيخ بالماكرو-ديناميكيات، حيث يظل معدل الربح هو المتغير الرئيسي. ويؤكد أن نمو النظام الرأسمالي تحركه الربحية، وليس متطلبات التوظيف الكامل كما في النظرية النيوكلاسيكية، ولا الطلب الخارجي كما في النظرية الكينزية، ولا معدل الادخار كما في نظرية هارود–دومار. فبالنسبة لشيخ، تتحكم الأرباح في العرض والطلب وليس العكس؛ ويمكنها "حتى أن تحدد درجة تدخل الدولة".
في أعماله المبكرة، استخدم هذه الفكرة لتطوير نظرية الموجات الطويلة والأزمات استنادًا إلى المفهوم الماركسي لـميل معدل الربح إلى الانخفاض. ولاحقًا، أظهر أن العلاقة بين النمو ومعدل الربح يمكن أن تقدم أيضًا نظرية بديلة للتضخم، وأثبت أنها تنطبق بشكل جيد على الولايات المتحدة في فترة ما بعد الحرب.
وفي أعمال أكثر حداثة، طوّر نموذجًا كلاسيكيًا رسميًا للنمو قائمًا على الربح، وقارن بنيته وآثاره السياسية بنماذج المدارس الأخرى في التقاليد الاقتصادية المختلفة.

### القياسات التجريبية للربح
المحور الثالث من عمل شيخ هو العلاقة بين الفئات النظرية والقياسات التجريبية. ففي كتابه عام 1994 قياس ثروة الأمم: الاقتصاد السياسي للحسابات القومية، الذي ألّفه بالاشتراك مع أحمد طونك، طوّر مخططًا يربط بين الحسابات القومية المرتبطة بالمفاهيم النيوكلاسيكية والكَيْنزية وتلك المرتبطة بالمفاهيم الكلاسيكية والماركسية. وقد أصبح هذا الكتاب الآن مرجعًا كلاسيكيًا في هذا المجال.
ومؤخرًا، جادل شيخ بأنه من المهم للغاية التمييز بين متوسط معدل الربح على كل رأس المال المستثمر — والذي يشمل الاستثمارات القديمة والجديدة — وبين معدل العائد على الاستثمار الجديد فقط. ويؤكد أن الأخير وحده هو الذي تتم موازنته بشكل مضطرب بين الاستخدامات البديلة لرأس المال. وأوضح أنه يمكن تقريب معدل العائد على الاستثمار الجديد من خلال معدل الربح الإضافي.
وباستخدام هذا، أظهر أنه على عكس ادعاء التفاؤل غير العقلاني لـروبرت شيلر، فإن معدل العائد في سوق الأوراق المالية يتأرجح بالفعل حول معدل العائد الإضافي في القطاع المؤسسي. وفي أعمال أكثر حداثة، يبيّن أن نفس الموازنة المضطربة تنطبق على قطاعات التصنيع داخل الولايات المتحدة وحتى بين دول منظمة التعاون الاقتصادي والتنمية.

### نقد دالة الإنتاج
المحور الأخير من عمل شيخ هو نقده لـدالة الإنتاج الكلية النيوكلاسيكية ونظرية الإنتاجية الحدية المرتبطة بها لتوزيع الدخل، ويعود ذلك إلى عمله المبكر بعنوان «قوانين الإنتاج وقوانين الجبر: دالة إنتاج زائفة» (1974). كان هذا انتقادًا لاذعًا لمقالة روبرت سولو الشهيرة حول قياس التغير التقني، مستندًا إلى نقد مشابه لدوال الإنتاج المقطعية قدّمه هربرت سايمون وفيرديناند ك. ليفي عام 1963.
لدحض فكرة أن دوال الإنتاج، حتى إن لم تكن صحيحة نظريًا، مدعومة تجريبيًا على الأقل، قام شيخ بملاءمة دالة إنتاج لمجموعة من نقاط البيانات التي تُشكّل كلمة "HUMBUG" عند رسمها بيانيًا، ثم أظهر أن النتيجة كانت دالة إنتاج «صحيحة» من منظور النيوكلاسيكيين.
وقد تبنى نقد سايمون-شيخ لدوال الإنتاج كلٌّ من خيسوس فيليبي وجي. إس. إل. ماكومبي وآخرون في سلسلة من المقالات على مر السنين. كما نشر شيخ مقالات إضافية في هذا السياق في أعوام 1980 و1986 و2005، وكان آخرها في عدد خاص من إحدى الدوريات مخصص للموضوع، تضمّن مساهمات من فيليبي وماكومبي وفرانكلين م. فيشر. وقد علّق جي. إي. كينغ على أهمية نتيجة شيخ قائلًا: «لو كان هناك أي عدل في عالم الاقتصاد، لكان شيخ قد حصل على جائزة نوبل التذكارية في العلوم الاقتصادية عن دالة الإنتاج الزائفة».

### الرأسمالية: المنافسة، الصراع، الأزمات
كتاب شيخ الصادر عام 2016 بعنوان الرأسمالية: المنافسة، الصراع، الأزمات هو كتاب دراسي على مستوى الدراسات العليا يسعى إلى إحياء الاقتصاد السياسي الكلاسيكي من خلال اشتقاق نتائج نظرية وتجريبية انطلاقًا من افتراضات كلاسيكية. ويجمع هذا العمل بين الكثير من أبحاثه السابقة في نظرية شاملة لـالاقتصاد الجزئي والاقتصاد الكلي، مع نقد كل من الاقتصاد النيوكلاسيكي وبدائل ما بعد الكينزية.

## المطبوعات
- الرأسمالية: المنافسة، الصراع، الأزمات (2016)، أنور شيخ، مطبعة جامعة أكسفورد.
- «العولمة وأسطورة التجارة الحرة» (2007)، في العولمة وأسطير التجارة الحرة: التاريخ، النظرية، والأدلة التجريبية، أنور شيخ (محرر)، روتليدج، نيويورك.
- «الديناميات غير الخطية ودوال الإنتاج الزائفة» (2005)، في مجلة الاقتصاد الشرقي، العدد الخاص بدوال الإنتاج.
- «شرح الأزمة الاقتصادية العالمية: نقد لبـرنر» (1999)، المادية التاريخية، العدد 5.
- «شرح التضخم والبطالة: بديل عن النظرية الاقتصادية النيوليبرالية» (1999)، في النظرية الاقتصادية المعاصرة، أندريانا فاشلو (محرر)، ماكميلان، لندن.
- «سوق الأسهم والقطاع المؤسسي: مقاربة قائمة على الأرباح» (1998)، في الأسواق، البطالة والسياسة الاقتصادية: مقالات تكريمية لجوفر هاركورت، المجلد الثاني، مالكولم سوير، فيليب أريستيس، وجابرييل بالما (محررون)، روتليدج، لندن.
- «القوة التجريبية لنظرية القيمة القائمة على العمل» (1998)، في أعمال مؤتمر الاقتصاد الماركسي: تقييم بعد قرن، ريكاردو بيلوفيوري (محرر)، ماكميلان، لندن.
- «انخفاض معدل الربح كسبب للموجات الطويلة: النظرية والأدلة التجريبية» (1992)، في اكتشافات جديدة في أبحاث الموجة الطويلة، ألفريد كلاينكنخت، إرنست ماندل، وإيمانويل والرشتاين (محررون)، ماكميلان برس، لندن.
- «التجوال حول المسار المضمون: حلول ديناميكية غير خطية لشفرة هارود الحادة» (1992)، في كالدو والاقتصاد السائد: مواجهة أم تقارب؟ (كتاب تكريمي لنيكولاس كالدو)، إدوارد ج. نيل وويلي سيمبلر، ماكميلان برس المحدودة.
- «انخفاض معدل الربح والأزمة الاقتصادية في الولايات المتحدة» (1987)، في الاقتصاد المهدد، الكتاب الأول، اتحاد الاقتصاد السياسي الراديكالي، روبرت شيري وآخرون (محررون).
- «التحول من ماركس إلى سرافا» (1984)، في ريكاردو، ماركس، سرافا: المجلد التذكاري لانغستون، إرنست ماندل وآلان فريمان (محرران).
- «حول قوانين التبادل الدولي» (1980)، في النمو، الأرباح، والملكية، إدوارد ج. نيل (محرر)، مطبعة جامعة كامبريدج، كامبريدج.
- «مقدمة في تاريخ نظريات الأزمات» (1978)، في الرأسمالية الأمريكية في أزمة، اتحاد الاقتصاد السياسي الراديكالي، نيويورك.
- «قوانين الإنتاج وقوانين الجبر: دالة الإنتاج الزائفة» (1974)، مجلة مراجعة الاقتصاد والإحصاء، المجلد 56(1)، فبراير 1974، ص. 115–120.

## وصلات خارجية
- الموقع الرسمي لأنور شيخ (يتضمن قائمة كاملة بالمؤلفات)

- أنور شيخ منشورات مفهرسة من قبل جوجل سكولار
- "Anwar Shaikh". جايستور. مؤرشف من الأصل في 2023-04-12.